# Rossburn
Pour la municipalité au Canada, voir Rossburn (municipalité rurale).
Rossburn était un village situé sur le ban communal de Fulleren, dans le Sundgau (sud du Haut-Rhin). Une croix de pierre marque l'emplacement du site.

## Toponymie
Mentionné comme Rudolfsbrunn (la source de Rudolf) en 1288, puis  Rustburn, Ruelisbrunn, Ruolsburn, Ruschburn et finalement Rossburn.

## Histoire
Selon les fouilles réalisées par l'archéologue Eugène Stoffel, la première occupation du site remonte à l'époque romaine. Au Moyen Âge, le village disposait d'une chapelle dédiée à Saint Michel, administrée par un vicaire et dépendant du prieuré de Saint-Morand. Le village était le fief d'une famille de chevaliers dont le dernier représentant connu s'appelait Berhardt von Rustburn. Celui-ci aurait réussi à s'enfuir grâce à un cheval ferré à l'envers, ses poursuivants n'ayant pas été en mesure de suivre sa piste.
Le village a été détruit vers 1450, probablement par les Armagnacs impliqués dans les batailles contre la ville de Bâle.
Les pierres de la chapelle en ruine servirent à la construction de la chapelle Saint-Michel de Fulleren, en 1876.

## Légendes
Une légende raconte qu'une dame ensorcelée attend son libérateur, sous la forme d'une grande grenouille dorée dans la source de Rossburn. Une autre légende prétend qu'un prieuré aurait été reconstruit sur le site du village puis détruit par des soldats, en même temps que l'église de Saint-Léger. Un paysan chanceux trouva dans une pierre creuse le trésor caché par les moines ce qui assura sa richesse.  